# Elisabeth Helene von Thurn und Taxis
Elisabeth Helene Prinzessin von Thurn und Taxis (Regensburg, 15 december 1903 - aldaar, 22 oktober 1976) was een dochter van Albert I von Thurn und Taxis en Margaretha Clementine van Oostenrijk. Zij was een prinses von Thurn und Taxis tot 1919, toen na afschaffing van de Duitse adel haar geslachtsnaam werd gewijzigd in Prinzessin von Thurn und Taxis.
Ze trouwde op 16 juni 1923 in Regensburg met Friedrich Christian Prinz von Sachsen.
In oktober 1976 overleed Elisabeth Helene op 72-jarige leeftijd. 

## Kinderen
Frederik Christiaan en Elisabeth Helene hadden de volgende kinderen:
- Maria Emanuel (1926-2012)
- Maria Josefa (1928)
- Maria Anna Josefa (1929-2012)
- Albert Jozef (1934-2012)
- Mathilde Maria (1936-2018)